# Destilación simple
En química, se llama destilación simple o destilación sencilla a un tipo de destilación donde los vapores producidos son inmediatamente canalizados hacia un condensador, el cual lo refresca y condensa de modo que el destilado no resulta puro. Su composición será idéntica a la composición de los vapores a la presión y temperatura dados.
La destilación sencilla se usa para separar aquellos líquidos cuyos puntos de ebullición difieren extraordinariamente (en más de 80 °C aproximadamente) o para separar líquidos de sólidos no volátiles. Para estos casos, las presiones de los componentes del vapor normalmente son suficientemente diferentes de modo que la ley de Raoult puede descartarse debido a la insignificante contribución del componente menos volátil. En este caso, el destilado puede ser suficientemente puro para el propósito buscado.
El aparato utilizado para la destilación en el laboratorio es el alambique. Consta de un recipiente donde se almacena la mezcla a la que se le aplica calor, un condensador donde se enfrían los vapores generados, llevándolos de nuevo al estado líquido y un recipiente donde se almacena el líquido concentrado.
En la industria química se utiliza la destilación para la separación de mezclas simples o complejas. Una forma de clasificar la destilación puede ser la de que ésta sea discontinua o continua.

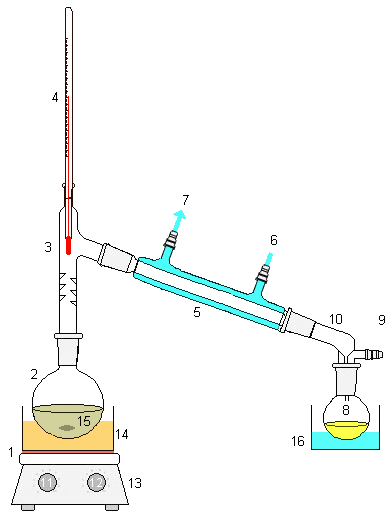
Aparato de destilación simple

En el esquema de la derecha puede observarse un aparato de destilación simple básico:
1. Canastilla de calentamiento, proporciona calor a la mezcla a destilar.
2. Ampolla o matraz de fondo redondo, que deberá contener pequeños trozos de material poroso (cerámica, o material similar) para evitar sobresaltos repentinos por sobrecalentamientos.
3. Cabeza de destilación: No es necesario si la retorta tiene una tubuladura lateral.
4. Termómetro: el bulbo del termómetro siempre se ubica a la misma altura que la salida a la entrada del refrigerador. Para saber si la temperatura es la real, el bulbo deberá tener al menos una gota de líquido. Puede ser necesario un tapón de goma para sostener al termómetro y evitar que se escapen gases (muy importante cuando se trabaja con líquidos inflamables).
5. Tubo refrigerante. Aparato de vidrio, que se usa para condensar los vapores que se desprenden del balón de destilación, por medio de un líquido refrigerante que circula por éste.
6. Entrada de agua: el líquido siempre debe entrar por la parte inferior, para que el tubo permanezca lleno con agua.
7. Salida de agua: casi siempre puede conectarse la salida de uno a la entrada de otro, porque no se calienta mucho el líquido.
8. Se recoge en un balón, vaso de precipitados, u otro recipiente.
9. Fuente de vacío: no es necesario para una destilación a presión atmosférica.
10. Adaptador de vacío: no es necesario para una destilación a presión atmosférica.
11. Control de calor.
12. Control de la velocidad del agitador.
13. Agitador/placa de calor.
14. Baño de calentamiento (aceite/arena).
15. Barra del agitador/gránulos anti-choque.
16. Baño de enfriamiento.

## Usos
Se usa para separar líquidos con [punto de ebullición] inferiores a 150 °C de impurezas no volátiles, o bien para separar mezclas de dos componentes que hiervan con una diferencia de puntos de ebullición de al menos 60-80 °C. Mezclas de sustancias cuyos puntos de ebullición difieren de 30-60 °C se pueden separar por destilaciones sencillas repetidas, recogiendo durante la primera destilación fracciones enriquecidas de uno de los componentes, las cuales se vuelven a destilar.
Para que la ebullición sea homogénea y no se produzcan proyecciones se introduce en el matraz un trozo de plato poroso (o agitación magnética). El líquido que se quiere destilar se pone en el matraz (que no debe llenarse mucho más de la mitad de su capacidad) y se calienta con la placa calefactora. Cuando se alcanza la temperatura de ebullición del líquido, comienza la producción apreciable de vapor, condensándose parte del mismo en el termómetro y en las paredes del matraz. La mayor parte del vapor pasa al refrigerante donde se condensa debido a la corriente de agua fría que asciende por la camisa de este. El destilado (vapor condensado) escurre al matraz colector a través de la alargadera.
La existencia de una capa de sólido en el fondo del matraz de destilación puede ser causa de violentos saltos durante la destilación, especialmente si se utiliza una calefacción local fuerte en el fondo del matraz. La calefacción de un matraz que lleva cierta cantidad de sólido depositado en el fondo se debe realizar siempre mediante un baño.